# Драгиња Вогањац
Драгиња Вогањац (Рума, 1967) српска је позоришна глумица. Члан је ансамбла драме Српског народног позоришта од 1990. године.
Рођена је 1967. у Руми. Завршила је средњу музичку школу, а потом глуму на Академији уметности у Новом Саду 1989. године, у класи професора Бранка Плеше.

## Награде и признања
- похвала поводом дана СНП 1998. године
- годишња награда СНП 2006. године за улогу Петруњеле у представи „Дундо Мароје“

## Улоге

### Позориште[3]
- Француска, Вилијам Шекспир: „Краљ Лир“, режија Љубиша Ристић;
- Зора Сисарка, Александар Поповић: „Бела кафа“, режија Бранко Плеша;
- Барбара, Слободан Селенић: „Очеви и оци“, режија Славенко Салетовић;
- кћерка, Тенеси Вилијамс: „Стаклена менажерија“, режија Богдан Рушкуц;
- Мерима, Александар Поповић: „Нега мртваца“, режија Радмила Војводић;
- госпођица Јулија, А. Стринберг: „Госпођица Јулија“, режија Р. Колар;
- Меланија, Стеван Сремац: „Поп Ћира и поп Спира“, режија Милан Караџић;
- госпођа де Турвел, С. де Лакло- К. Хемптон: „Опасне везе“, режија Душан Петровић;
- мати, А. Силађи: „Пепо илити побуна анђела“, режија Л. Барбаци;
- Љиљана Рудић, Александар Тишма: „Вере и завере“, режија Душан Петровић;
- Олга, Александар Пушкин: „Евгеније Оњегин“, режија Бранко Плеша;
- Леонора Санвитале, Ј. В. Гете: „Торквато тасо“, режија Душан Петровић;
- Титанија, Вилијам Шекспир: „Сан летње ноћи“, режија Кокан Младеновић;
- Наталија, Владимир Паскаљевић: „Претерано наследство“, режија Филип Марковиновић;
- Петруњела, дјевојка Лаурина, Марин Држић: „Дундо Мароје“, режија Радослав Миленковић;
- Трбуља, Милена Марковић: „Наход Симеон“, режија Томи Јанежич;
- Касандра, Пријамова кћи-пророчица, Вилијам Шекспир: „Троил и Кресида“, режија Лоранс Калам;
- Амалија, Артур Шницлер: „Повратак Казанове“, режија Ана Томовић;
- мајка, мама медвед, Милена Марковић: „Брод за лутке“, режија Ана Томовић;
- Милица Томић, Вида Огњеновић: „Је ли било кнежеве вечере?", режија Вида Огњеновић...

### Филм
- 2007 − Пешчаник
- 2023 − Жал

### Телевизија
- 2003 - Ајмо сви у ново - серија
- 2010 - Сва та равница - серија
- 2019 - Група - серија
- 2020 - Калуп - серија
- 2021 - Време зла - серија

## Галерија
- Фотографије Српског народног позоришта
- Иванов Антона Павловича Чехова у режији Предрага Штрпца, Драма СНП-а , Нови Сад, 2007/08; Драгиња Вогањац, Милан Ковачевић
- Painkillers Неде Радуловић, у режији Иве Милошевић; Драма СНП-а, 2008/09; Ивана В. Јовановић, Драгиња Вогањац, Јована Стипић
- Три сестре, драма руског писца Антона Чехова; редитељ Радослав Миленковић, Драма СНП-а, Нови Сад, 2008/09; Драгиња Вогањац, Гордана Јошић Гајин, Јована Мишковић, иза-Милован Филиповић, Мирослав Фабри
- Је ли било кнежеве вечере, написала и режирала Вида Огњеновић; Драма СНП-а, 2008/09; Стеван Гардиновачки, Драгиња Вогањац